# Calciumsilicaat
Calciumsilicaat is een algemene naam voor een aantal verbindingen en mineralen, die kunnen ontstaan wanneer calciumoxide {\displaystyle {\ce {CaO}}} en siliciumdioxide {\displaystyle {\ce {SiO2}}} met elkaar reageren. In de verbindingen komen de twee componenten in verschillende verhoudingen voor. Naast de anhydraat-vormen komt er ook een aantal hydraten voor. De meeste vormen komen voor als een fijn, bijna als water stromend, poeder, dat bovendien makkelijk water aantrekt.
De namen van deze groep verbindingen zijn niet consistent. De PubChem geeft voor {\displaystyle {\ce {Ca2(SiO4)}}} en {\displaystyle {\ce {Ca2(SiO4).H2O}}} calciummetasilicaat en calciumorthosilicaathydraat.

## Productie
Calciumsilicaat kan betrokken worden uit natuurlijk voorkomend kalksteen en diatomeeënaarde

## Toepassingen
Calciumsilicaat wordt toegepast als anti-klontermiddel in voedingsmiddelen, waaronder keukenzout en als zuurremmer. Door de FAO en de WHO een veilig voedingsadditief in een groot aantal producten. Het heeft E-nummer 552.

### Isolatie bij hoge temperatuur

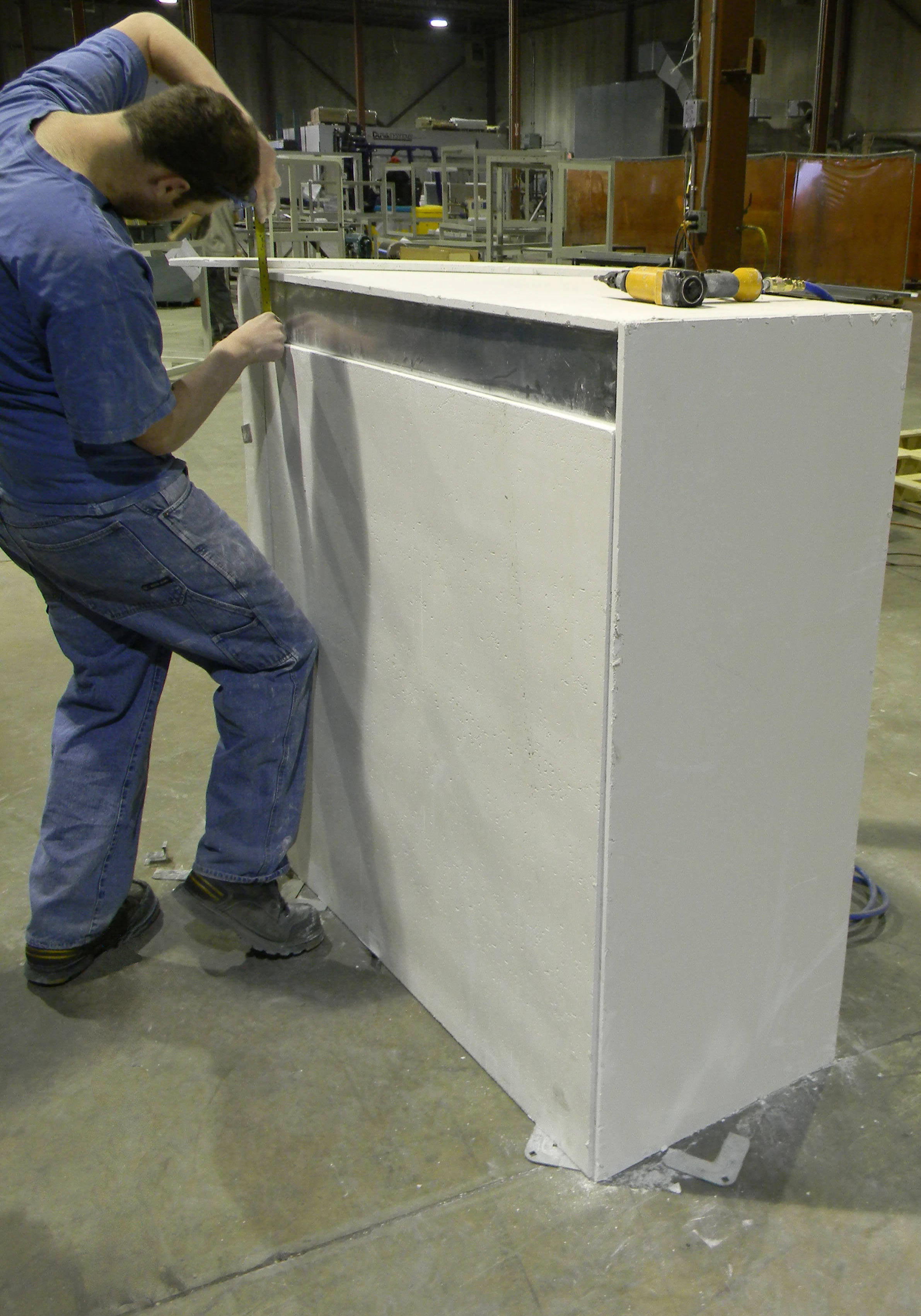
Platen van calciumsilicaat worden als passieve vlamvertrager om een stalen constructie gemonteerd om de gewenste brandwerendheid te bereiken.

Calciumsilicaat is goed bestand tegen hoge temperaturen en wordt daarom tegenwoordig veel gebruikt als veilig alternatief voor asbest bij het isoleren van industriële leidingen en installaties. Op dit gebied wordt calsiumsilicaat gebruikt naast meer klassieke warmte-isolatiematerialen als glaswol, steenwol, perliet en met natriumsilicaat gebonden vermiculiet.
Hoewel het nu beschouwd wordt als vervanger van asbest, werd in vroegere toepassingen naast calciumsilicaat ook asbest als een van de componenten van de thermische isolatielaag gebruikt.

### Passieve brandveiligheid

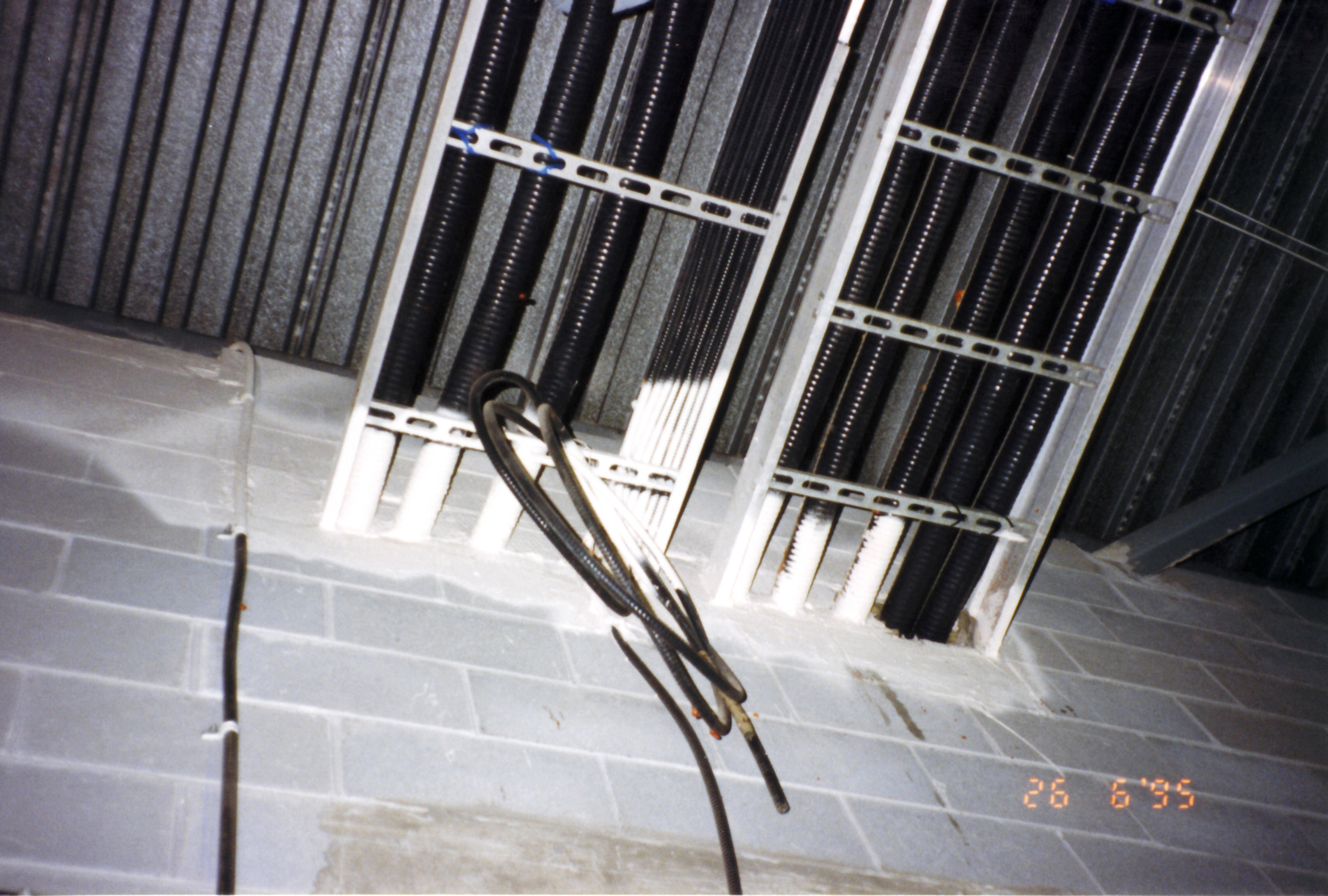
Brandwerende kabeldoorvoeren

Platen van calciumsilicaat worden als passieve vlamvertrager Calciumsilicaat wordt toegepast als passieve brandveiligheid en vertrager. Het is in een van de meest succesvolle materialen in Europa op het terrein van huizen- en utiliteitsbouw. Dit wordt ondersteund door Europese regelgeving op het gebied van brandveiligheid. Calciumsilicaat wordt meestal aangebracht in de vorm van platen voor de te beschermen constructie. DE platen behouden hun vorm en afmetingen, zelfs onder vochtige condities. De platen kunnen al geïnstalleerd worden voor een gebouw wind en regendicht is. Calciumsilicaat wordt ook toegepast bij brandwerende doorvoeringen.

### Bestrijding van zuur lekwater in mijnen
Calciumsilicaat ontstaat ook bij de productie van gesmolten ijzer uit ijzererts, siliciumdioxide en calciumcarbonaat in een hoogoven; het wordt dan "slak" genoemd. Na zuivering is dit materiaal geschikt ter bestrijding van zuur mijnwater (AMD <Engels: Acid Mine Drainage). Dit laatste ontstaat in mijnen waar vooral sulfide-ersten gedolven worden. Calciumsilicaat neutraliseert het vrij zuur door dit te binden aan het silicaat-ion:
{\displaystyle {\ce {SiO4^{4-}\ +\ 4H+\ ->\ H4SiO4}}}
Het gevormde orthosiliciumzuur is niet stabiel, maar valt uiteen in siliciumdioxide en water:
{\displaystyle {\ce {H4SiO4\ ->\ SiO2(v)\ +\ H2O}}}
Het neutraliseren van de zure oplossing leidt dus tot water en een neerslag van {\displaystyle {\ce {SiO2}}}, maar dat is beter bekend onder de naam zand.
Een tweede mogelijkheid voor {\displaystyle {\ce {H4SiO4}}} is een reactie met de aanwezige metaalionen, waarbij eveneens onoplosbare producten ontstaan. Calciumsilicaat heeft een belangrijk voordeel boven kalksteen, dat ook vaak gebruikt wordt om AMD te bestrijden: silicaatneerslagen van zware metalen zijn niet gevoelig voor zure neerslag, in tegenstelling tot de carbonaten die ontstaan bij het gebruik van kalksteen.

### Middel ter verzegeling
Calciumsilicaat wordt indirect toegepast als middel om verse eieren of beton te "verzegelen". Natriumsilicaat wordt op de eieren of het beton aangebracht. Dit reageert met het daarin aanwezige calciumhydroxide of calciumcarbonaat waarbij calciumsilicaathydraten ontstaan. Deze sluiten microporiën af met een relatief ondoordringbaar materiaal.

### Bestanddeel van cement
Calciumsilicaat komt voor in cement. Het wordt dan beliet genoemd. In de cement-industrie wordt het vaak als {\displaystyle {\ce {C2S}}} genoteerd.

### Landbouw
Hoewel planten geen grote hoeveelheden silicium nodig hebben kan het soms nodig zijn calciumsilicaat als silicium-meststof toe te passen.

## Eigenschappen van verschillende vormen van calciumsilicaat
| Schadelijk |

| Corrosief | Schadelijk |